# Pedra Furada
Pedra Furada és un important jaciment arqueològic i de pintures rupestres situat a São Raimundo Nonato, a l'est de Piauí (Brasil), del qual s'ha postulat una possible presència humana tan antiga que qüestiona les teories sobre l'arribada humana a Amèrica. El descobrí al 1973 un equip francobrasiler sota la direcció de Niède Guidon. És un abric rocós utilitzat durant milers d'anys per diverses poblacions humanes. Forma part del Parc nacional de la Serra de Capivara, des de la seua creació al 1991.

## Anàlisi

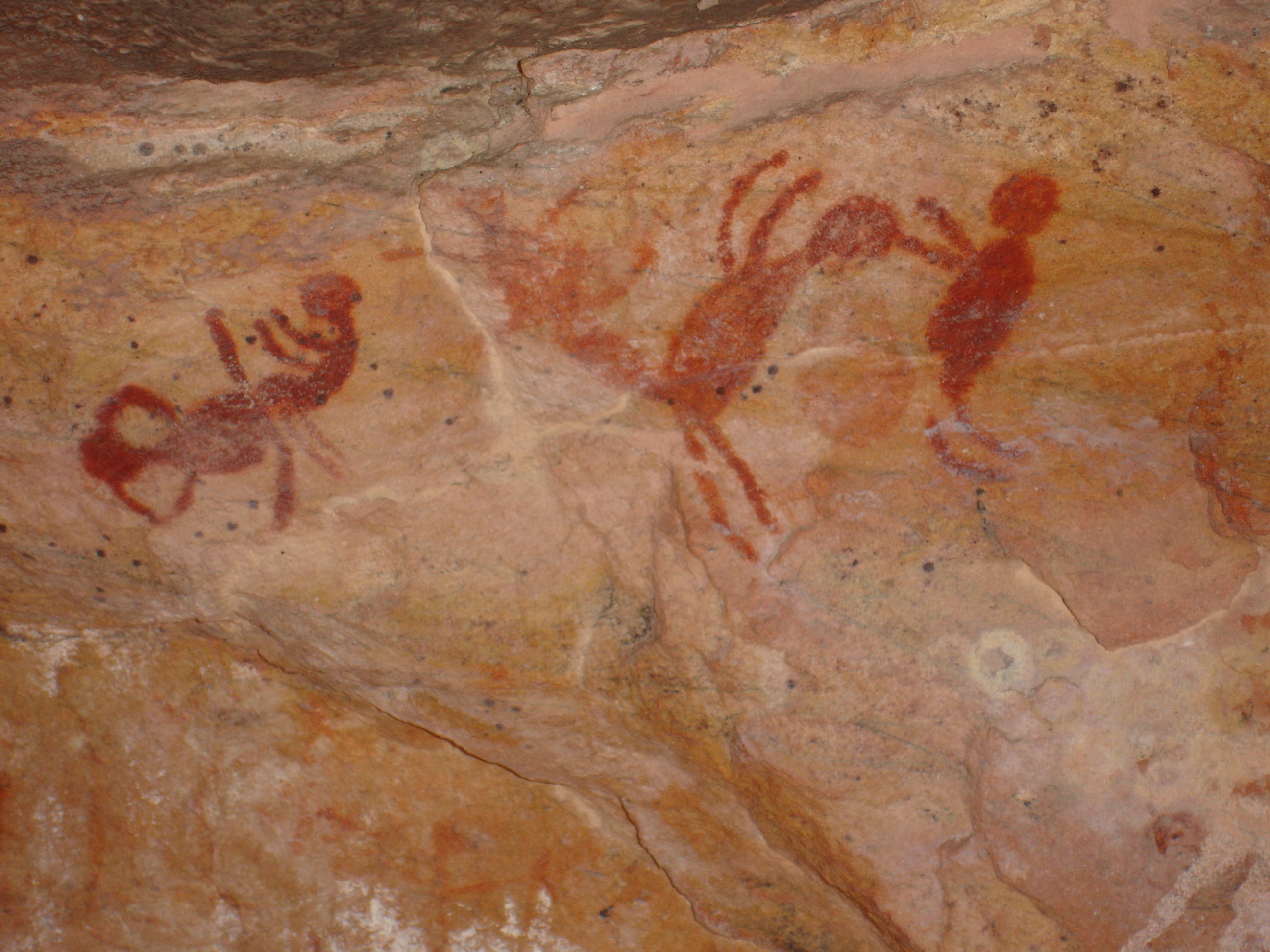
Representació d'un part en una roca del parc a prop de Pedra Furada

La troballa fou documentada per Niède Guidon el 1986 amb datacions realitzades amb C-14 de 48000 i 32000 ae. Les reiterades anàlisis posteriors efectuades per ells els han permés afirmar aquesta possible antiguitat del jaciment, ampliant en alguns casos el rang de dates. 63 datacions per C-14 n'establiren una columna cronoestratigràfica que va de 59000 fins a 5000 ae. S'hi trobà ocre utilitzat per pintar en les roques en estrats datats de 17000 i 25000 ae. Altres treballs en el pedestal del Boqueirao de Pedra Furada i en un lloc a l'aire lliure, prop de la vall de la Pedra Furada, descobriren més evidències d'ocupació humana que s'estenia més de 20.000 anys, argument que és recolzat per una sèrie de datacions per C-14 i OSL (luminescència estimulada òpticament), i per l'anàlisi tècnica del conjunt d'eines de pedra.
Els nivells millor estudiats s'han datat entre 32160 ± 1000 ae i 17000 ± 400 ae. A més d'art rupestre, hi ha propulsors i dards, però no arcs ni fletxes. Guidon ha establert 15 nivells d'ocupació, que classifica en tres fases culturals, anomenades la primera Pedra Furada, que comprendria els vestigis més antics; la segona Serra Talhada, des de 12000 fins a 7000 ae, fase durant la qual els objectes són ganivets, raspadors, resquills "utilitzats tal com són o amb alguns retocs" i nuclis, tots sobre roques de quars o quarsita; i la tercera Agresta, amb restes datades posteriorment.
Els descobriments de Monte Verde (Xile, Puerto Montt) i altres jaciments antropològics d'Amèrica com Piedra Museo (Argentina, Santa Cruz), Topper (Estats Units, Califòrnia), i aquest mateix, han replantejat completament la teoria predominant sobre el poblament d'Amèrica (teoria del poblament tardà) fundada sobre la cultura Clovis, que sosté que els humans arribaren al continent americà fa aproximadament 13.500 anys, i han donat fonament a la nova teoria del poblament primerenc d'Amèrica, que situa la data d'entrada abans, entre 25000 i 50000 ae, alhora que modifica les teories sobre les rutes d'entrada i difusió pel continent.

## Fòssils humans
En els afloraments càrstics de la perifèria de Pedra Furada, s'han trobat alguns dels fòssils humans més antics d'Amèrica. El 1990, en la gruta d'Antonião, aparegué un esquelet d'una jove d'uns 22 anys, de 9.700 anys d'antiguitat. Una dent trobada a la gruta de Garrincho fou datada pel mètode d'espectrometria de masses en 12.210 anys d'antiguitat. Altres dents, un tros de temporal i diverses restes d'odontocranials, trobats entre 1986 i 1992, foren datats entre 10000 i 14000 ae. El 2003, descobriren a més, a la cova de Garrincho, un crani incomplet i 29 dents, en sediments que, segons el mètode de termoluminescència, daten del 14100 ae i segons el mètode de luminescència òptica del 24000 ae.
Més distants, però també a la Serra de Capivara, a les coves de Coqueiros i Paragiaio, han aparegut també esquelets que daten de fa 9.900 i 8.800 anys, respectivament.